# Antonio Román Jasanada
Antonio Román Jasanada (Guadalajara, España; 21 de junio de 1965) es un médico y político español, diputado en la vii y x legislaturas de las Cortes Generales y alcalde de Guadalajara desde 2007 hasta 2019.

## Biografía
Nacido el 21 de junio de 1965 en Guadalajara, está casado y es padre de tres niños.
Entre 2003 y 2004 fue diputado en el Congreso, en la VII legislatura, al sustituir a Ana Guarinos.
De nuevo en las elecciones municipales de 2011, la lista que encabezó en Guadalajara revalidó su mayoría absoluta al obtener 16 concejales. También en mayo de 2011 fue elegido diputado autonómico por Guadalajara para las Cortes de Castilla-La Mancha. Compatibilizó el cargo con su función de alcalde hasta noviembre del mismo año, cuando se presentó de nuevo como cabeza de lista a unas elecciones, y obtuvo escaño, en este caso, en el Congreso de los Diputados. Dejó, por tanto, su labor como diputado regional, manteniendo solo alcaldía y escaño en las Cortes Generales.
Tras las elecciones municipales de 2015 fue investido el 13 de junio de 2015 de nuevo como alcalde de Guadalajara, tras haber alcanzado un pacto con el partido Cs, cuyos concejales se abstuvieron en la sesión de investidura posibilitando su mandato tras la firma de un documento con 33 compromisos
Tras los resultados de las elecciones municipales de 2019 en Guadalajara —a las que concurrió como cabeza de lista del PP— y el anuncio de un acuerdo de gobierno entre Partido Socialista Obrero Español y Ciudadanos-Partido de la Ciudadanía para investir como alcalde a Alberto Rojo Blas (PSOE), presentó su renuncia al acta de concejal el 13 de junio de 2019, poco antes de la constitución de la nueva corporación municipal.